# Natação nos Jogos Pan-Americanos de 2023 - Revezamento 4x100 m medley misto
A competição de revezamento 4x100 m medley misto da natação nos Jogos Pan-Americanos de 2023 foi disputada em 23 de outubro no Centro Acuático Estadio Nacional, em Santiago, no Chile. No total, competiram 83 atletas de 13 Comitês Olímpicos Nacionais (CON).

## Calendário
Horário local (UTC-4).
| Data          | Horário | Fase          |
| ------------- | ------- | ------------- |
| 23 de outubro | 10:45   | Eliminatórias |
| 23 de outubro | 18:05   | Final         |

## Medalhistas
|  | USA Estados Unidos                                                                                      |  | CAN Canadá |  | BRA Brasil |
|  | Helen Noble Jacob Foster Kelly Pash Jonny Kulow Jack Aikins* Arsenio Bustos* Olivia Bray* Kayla Wilson* |  | Javier Acevedo Gabe Mastromatteo Maggie Mac Neil Mary-Sophie Harvey Blake Tierney* James Dergousoff* Katerine Savard* Brooklyn Doutwright* |  | Guilherme Basseto João Gomes Júnior Clarissa Rodrigues Stephanie Balduccini Gabriel Fantoni* Jhennifer Conceição* Victor Baganha* Giovanna Diamante* |

* Atletas que só participaram das eliminatórias da prova, mas também receberam medalhas.

## Recordes
Antes desta competição, os recordes mundiais e dos Jogos Pan-Americanos da prova eram os seguintes:
| Tipo                             | Atleta         | Tempo   | Local | Data                |
| -------------------------------- | -------------- | ------- | ----- | ------------------- |
|                                  | Reino Unido    | 3:37.58 | Tokyo | 31 de julho de 2021 |
| Recorde dos Jogos Pan-Americanos | Estados Unidos | 3:48.27 | Lima  | 8 de agosto de 2019 |

O seguinte novo recorde foi estabelecido durante esta competição:
| Data                  | Prova | Equipe         | Tempo   | Recordes                         |
| --------------------- | ----- | -------------- | ------- | -------------------------------- |
| 23 de outubro de 2023 | Final | Estados Unidos | 3:44.71 | Recorde dos Jogos Pan-Americanos |

## Resultados

### Eliminatórias
Qualificação: As oito equipes mais rápidas (Q) se classificam para a final.
As eliminatórias foram realizadas em 23 de outubro.
| Pos. | Bateria | Raia | Nadadores (parcial)                                                                                            | CON                                 | Tempo   | Notas |
| ---- | ------- | ---- | --- | ----------------------------------- | ------- | ----- |
| 1    | 2       | 4    | Jack Aikins (54.09) Arsenio Bustos (1:02.69) Olivia Bray (59.48) Kayla Wilson (55.49)                          | USA Estados Unidos                  | 3:51.75 | Q     |
| 2    | 1       | 4    | Blake Tierney (55.92) James Dergousoff (1:01.87) Katerine Savard (59.95) Brooklyn Douthwright (55.65)          | CAN Canadá                          | 3:53.39 | Q     |
| 3    | 2       | 5    | Gabriel Fantoni (55.83) Jhennifer Conceição (1:09.72) Victor Baganha (53.06) Giovanna Diamante (57.11)         | BRA Brasil                          | 3:55.72 | Q     |
| 4    | 2       | 3    | Anthony Rincón (56.83) Juan García (1:03.77) Valentina Becerra (1:00.13) Karen Durango (57.73)                 | COL Colômbia                        | 3:58.46 | Q     |
| 5    | 1       | 5    | Maximiliano Vega (57.14) Carlos Kossio (1:04.06) Miriam Guevara Susana Hernández                               | MEX México                          | 4:01.13 | Q     |
| 6    | 1       | 3    | Agustín Hernández (57.67) Julia Sebastián Federico Ludueña Madgalena Portela (58.61)                           | ARG Argentina                       | 4:02.60 | Q     |
| 7    | 1       | 7    | Carolina Cermelli (1:06.56) Emily Santos (1:10.30) Jeancarlo Calderón (56.02) Isaac Beitia (51.19)             | PAN Panamá                          | 4:04.07 | Q     |
| 8    | 2       | 6    | Jesús López (1:00.48) Eric Veit (1:03.59) Lismar Lyon (1:01.68) Fabiana Pesce (58.81)                          | VEN Venezuela                       | 4:04.56 | Q     |
| 9    | 1       | 1    | Manuel Osorio (57.94) Maximiliano Cereceda (1:04.38) Monstserrat Spielmann (1:01.78) Mahina Valdivia (1:02.15) | CHI Chile                           | 4:06.25 | R     |
| 10   | 1       | 6    | Carlos Cobos (58.99) McKenna Debever (1:11.26) Alexia Sotomayor (1:02.51) Ricardo Espinosa (53.56)             | PER Peru                            | 4:10.32 | R     |
| 11   | 2       | 1    | Katelyn Cabral (1:09.70) Mark-Anthony Thompson (1:06.46) Emmanuel Gadson (56.14) Ariel Weech (1:00.50)         | BAH Bahamas                         | 4:12.80 |       |
| 12   | 2       | 2    | Sidrell Williams (1:05.34) Kito Campbell (1:06.52) Sabrina Lyn (1:04.08) Emily MacDonald (58.51)               | JAM Jamaica                         | 4:14.45 |       |
| 13   | 2       | 7    | Miguel Turcios (1:01.92) Nicole Mack Christopher Gossmann Melissa Diego (1:01.46)                              | EAI Equipe de Atletas Independentes | 4:!9.38 |       |
|      | 2       | 8    | | URU Uruguai                         | DNS     |       |
|      | 1       | 2    | | DOM República Dominicana            | DNS     |       |

### Final
A final foi realizada em 23 de outubro.
| Pos.              | Raia | Nadadores (parcial)                                                                                  | CON                | Tempo   | Notas                            |
| ----------------- | ---- | --- | ------------------ | ------- | -------------------------------- |
| Medalha de ouro   | 4    | Helen Noble (59.72) Jacob Foster (1:00.09) Kelly Pash (57.51) Jonathan Kulow (47.39)                 | USA Estados Unidos | 3:44.71 | Recorde dos Jogos Pan-Americanos |
| Medalha de prata  | 5    | Javier Acevedo (54.45) Gabe Mastromatteo (1:00.78) Maggie MacNeil (56.67) Mary-Sophie Harvey (54.30) | CAN Canadá         | 3:46.20 |                                  |
| Medalha de bronze | 3    | Guilherme Basseto (55.67) João Gomes Júnior (1:00.47) Clarissa Rodrigues Stephanie Balduccini        | BRA Brasil         | 3:49.24 |                                  |
| 4                 | 6    | Omar Pinzón (55.47) Jorge Murillo (1:00.24) Valentina Becerra (59.28) Sirena Rowe (55.44)            | COL Colômbia       | 3:50.43 |                                  |
| 5                 | 7    | Ulises Saravia (54.87) Macarena Ceballos (1:07.47) Joaquín Piñero (53.90) Lucía Gauna (56.60)        | ARG Argentina      | 3:52.84 |                                  |
| 6                 | 2    | Miranda Grana (1:03.06) Miguel de Lara (1:00.48) Angel Martínez (54.20) Athena Meneses (56.63)       | MEX México         | 3:54.37 |                                  |
| 7                 | 8    | Carla González (1:02.95) Mercedes Toledo (1:09.45) Jorge Otaiza (52.98) Emil Pérez (51.28)           | VEN Venezuela      | 3:56.66 |                                  |
| 8                 | 1    | Carolina Cermelli (1:05.78) Emily Santos (1:09.70) Jeancarlo Calderón (55.62) Isaac Beitia (51.98)   | PAN Panamá         | 4:03.08 |                                  |

Legenda
| Recorde mundial                  | Recorde mundial (World record)               |                       | Recorde africano                      | Recorde africano (African) |                                           | Q | Classificado por posição (Qualified) |
| Recorde dos Jogos Pan-Americanos | Recorde pan-americano (Pan-American record)  | Recorde da América    | Recorde da América (Americas)         | q                          | Classificado por melhor tempo (Qualified) |   |                                      |
| Melhor marca do ano              | Melhor marca do ano (World leading)          | Recorde asiático      | Recorde asiático (Asian)              | DNS                        | Não largou (Did not start)                |   |                                      |
| Recorde nacional                 | Recorde nacional (National record)           | Recorde europeu       | Recorde europeu (European)            | DNF                        | Não terminou (Did not finish)             |   |                                      |
| Recorde pessoal                  | Recorde pessoal do atleta (Personal best)    | Recorde da Oceania    | Recorde da Oceania (Oceania)          | DSQ / DQ                   | Desclassificado (Disqualified)            |   |                                      |
| Recorde da temporada             | Recorde da temporada do atleta (Season best) | Recorde sul-americano | Recorde sul-americano (South America) | NM                         | Sem marca (No mark)                       |   |                                      |